# جغرافيا جمهورية الدومينيكان
جمهورية الدومينيكان، (بالإسبانية: جمهورية الدومينيكان) هي بلد في جزر الهند الغربية التي تحتل خمسة اثمان شرق هيسبانيولا. وتبلغ مساحتها 48670 كيلومتر مربع، بما في ذلك الجزر البحرية. الحدود البرية المشتركة مع هايتي، والتي تحتل الثلث الغربي من الجزيرة،  وهي بطول 376 كم. اقصى طول، من الشرق إلى الغرب هو 390 كيلومتر من بونتا دي اغوا إلى لاس لأخاس، على الحدود مع هاييتي. الحد الأقصى للعرض من الشمال إلى الجنوب هو 265 كيلومتر من كيب إيزابيلا إلى كيب بياتا. تقع العاصمة سانتو دومينغو على الساحل الجنوبي.
تُغمر شواطئ جمهورية الدومينيكان بالمحيط الأطلسي شمالاً وبالبحر الكاريبي جنوباً. ممر منى، قناة يبلغ عرضها حوالي 130 كم تفصل البلاد (وهيسبانيولا) عن بورتوريكو.

## خصائص فيزيائية

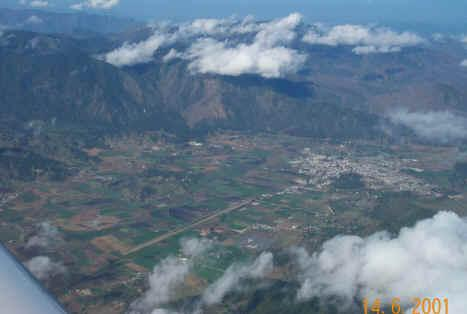
كورديليرا سنترال

جمهورية الدومينيكان هي بلد يحتوي على كثير من الجبال، وتوجد أعلى قمم جزر الهند الغربية هنا. تظهر سلاسل الجبال اتجاهاً بين الشمال الغربي - الجنوب الشرقي، باستثناء شبه الجزيرة الجنوبية (في هاييتي) حيث يكون لها اتجاه الغرب - الشرق. الجبال مفصولة بالوديان بنفس الاتجاه العام.
من الشمال إلى الجنوب، السلاسل الجبلية والوديان هي:
- كورديليرا سيبتنتريونال (باللغة الإنجليزية، "المدى الشمالي"). يمتد بالتوازي مع الساحل الشمالي، مع امتدادات إلى الشمال الغربي، جزيرة تورتوجا، وإلى الجنوب الشرقي، شبه جزيرة سامانا (مع سييرا دي سامانا). أعلى جبل هو دييغو دي أوكامبو، بالقرب من سانتياغو، بارتفاع 1,249 مترًا. توجد عدة سهول صغيرة بين هذا النطاق والمحيط الأطلسي. الأنهار قصيرة ويتدفق معظمها إلى الشمال.
- يعد وادي سيباو (جمهورية الدومينيكان) أكبر وأهم وادي في البلاد. يمتد هذا الوادي الطويل من شمال هايتي، حيث يسمى بلين دو نور ، إلى خليج سامانا. يمكن تقسيمها إلى قسمين: الجزء الشمالي الغربي هو وادي ياكي ديل نورتي (أو ليينا نورويستي) ووادي يونا الشرقي (أو فيغا ريال، بالإنجليزية: الوادي الملكي). تعتبر منطقة فيغا ريال أكثر المناطق خصوبة في البلاد، وتتميز بكثافة سكانية عالية.
- يعد كورديليرا سنترال (المعروف أيضًا باسم سييرا ديل سيباو) أكثر معالم الجزيرة وعورة وفرضًا ويعرف في هايتي باسم ماسيف دو نورد ("ماسيف الشمالية"). تقع أعلى جبال جزر الهند الغربية في هذا النطاق: بيكو دوارتي، 3,098 م، وأخرى فوق 3000 م. بالقرب من وسط الجزيرة، يتجه هذا النطاق جنوبًا ويسمى سييرا دي اكوا، وينتهي بالقرب من مدينة أزوا دي كومبوستيلا، على ساحل البحر الكاريبي. فرع آخر، كورديليرا أورينتال أو سييرا ديل سيبو ، يفصله عن السلسلة الرئيسية منطقة كارستية (لوس هايتيزيس) وباتجاه غرب - شرقي؛ تقع جنوب خليج سامانا.
- يعد وادي سان خوان وسهل أزوا وديان كبيرة جنوب كورديليرا سنترال بارتفاع من 0 إلى 600 متر.
- سييرا دي نيبا ، مع جبل نيبا أعلى جبل يبلغ ارتفاعه 2279 مترًا. امتداد إلى الجنوب الشرقي من سييرا دي نيبا هو سييرا مارتين غارسيا (لوما بوسو ، 1350 م).
- وادي هويا دي إنريكيو أو وادي نيبا هو واد رائع، باتجاه الغرب - الشرق، على ارتفاع منخفض (في المتوسط 50 مترًا مع بعض النقاط تحت مستوى سطح البحر) وبه بحيرة مالحة كبيرة: بحيرة إنريكييو .
- سييرا دي باهوروكو ، تسمى ماسيف دي لا سيلي في هايتي. هذه المجموعة الجنوبية من الجبال لها جيولوجيا مختلفة تمامًا عن بقية الجزيرة يقع ليانو كوستيرو ديل كاريبي (بالإنجليزية، "السهل الساحلي الكاريبي") في جنوب شرق الجزيرة (وفي جمهورية الدومينيكان). إنه مرج كبير شرقي سانتو دومينغو.

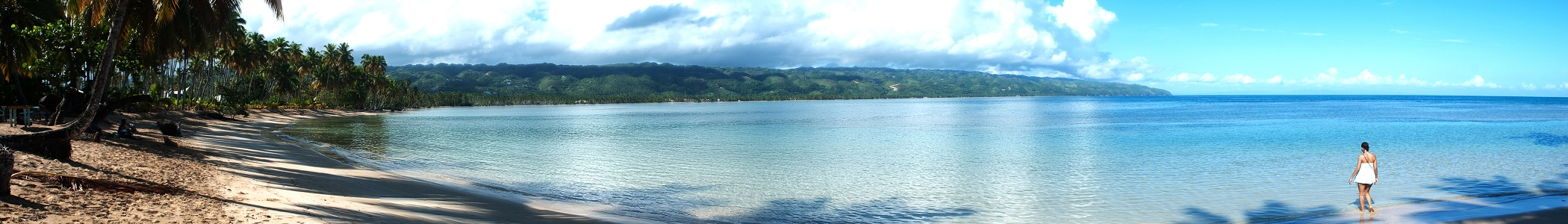
شاطئ في محافظة سامانا

## مناخ

أنواع مناخ كوبن في جمهورية الدومينيكان

جمهورية الدومينيكان هي دولة استوائية بحرية. نظرًا لتنوع تضاريس البلد الجبلية، فإن مناخ البلد يظهر تباينًا كبيرًا في حجمه، ويضم المناطق المناخية الأكثر تنوعًا في جميع جزر الكاريبي. يتم تحسين الظروف في العديد من المناطق عن طريق الارتفاع والرياح التجارية الشمالية الشرقية، التي تهب بثبات من المحيط الأطلسي طوال العام. متوسط درجة الحرارة السنوي هو 25 °م (77 °ف) ؛ ويتراوح متوسط درجات الحرارة الإقليمية من 18 °م (64.4 °ف) في قلب كورديليرا سنترال (كونستانزا) حتى 27 °م (80.6 °ف) في المناطق القاحلة. نادرا ما ترتفع درجات الحرارة عن 32 °م (89.6 °ف) ، ولا تحدث درجات حرارة التجميد إلا في فصل الشتاء في أعلى الجبال. متوسط درجة الحرارة في سانتو دومينغو في كانون الثاني 24 °م (75.2 °ف) ، و 27 °م (80.6 °ف) في يوليو.
موسم الأمطار للساحل الشمالي هو من نوفمبر إلى يناير. بالنسبة لبقية البلاد، موسم الأمطار من مايو إلى نوفمبر. يبلغ متوسط هطول الأمطار السنوي 1,346 مليمتر (53.0 بوصة) مع أقصى 2,500 مليمتر (98.4 بوصة) أو أكثر في شمال شرق الجبال (الجانب المواجه للريح من الجزيرة) و 500 مليمتر (19.7 بوصة) في الوديان الجنوبية الغربية. لا تزال الوديان الغربية، على طول الحدود الهايتية، جافة نسبيًا، حيث تقل عن 760 مليمتر (29.9 بوصة) من هطول الأمطار السنوي، بسبب تأثير ظل المطر الناجم عن سلاسل الجبال الوسطى والشمالية. كما أن الأطراف الشمالية الغربية والجنوبية الشرقية من البلاد قاحلة أيضًا.

تتضرر جمهورية الدومينيكان أحيانًا بسبب العواصف والأعاصير المدارية، التي تنشأ في وسط المحيط الأطلسي وجنوب شرق البحر الكاريبي من يونيو حتى نوفمبر (بشكل رئيسي من أغسطس إلى أكتوبر) من كل عام.

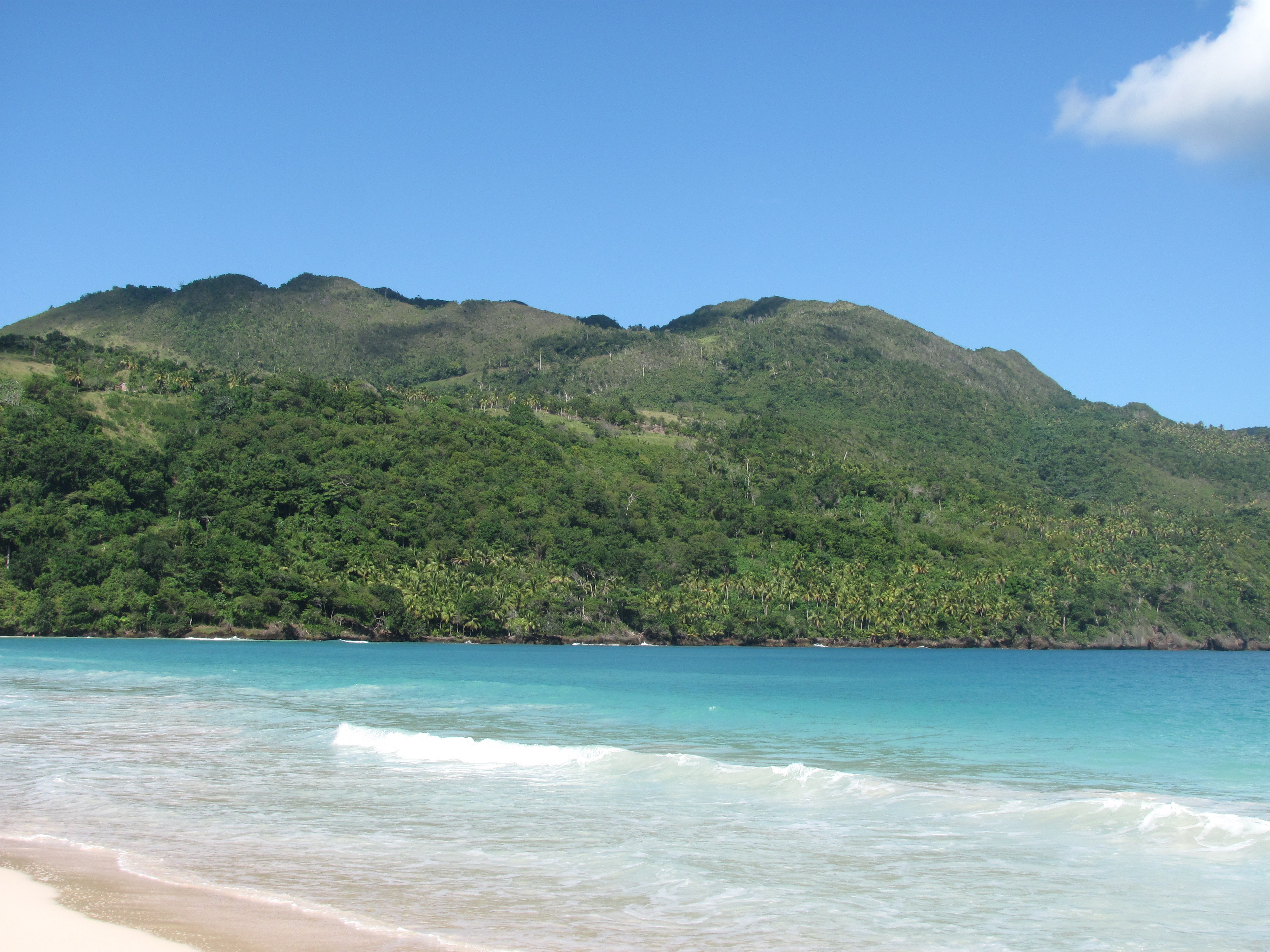
مناخ الغابات الاستوائية المطيرة في سامانا .
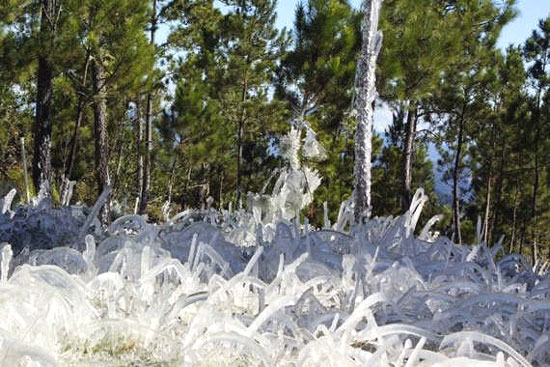
غابة جبال الألب المتجمدة في كونستانزا.
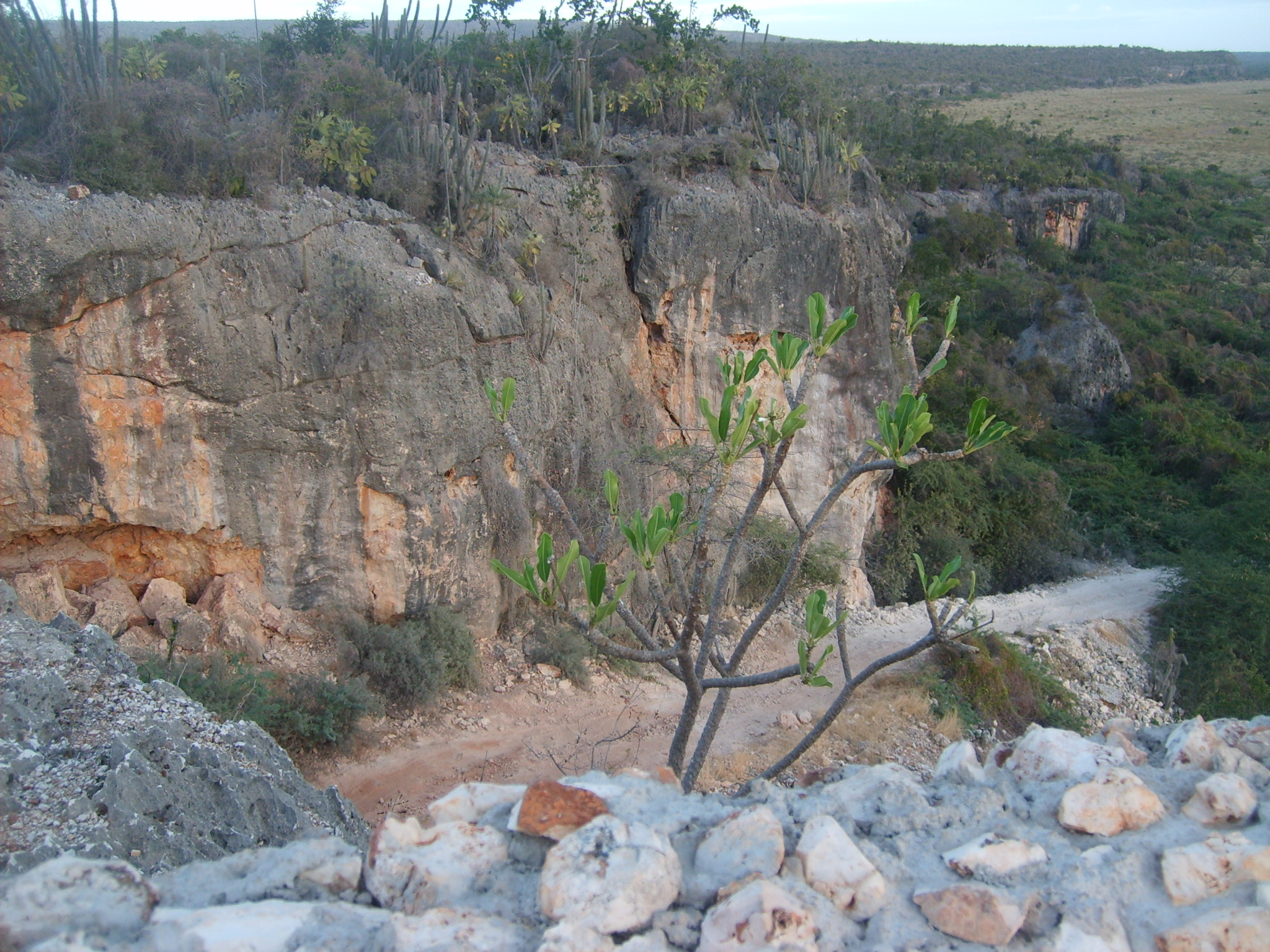
مناخ شبه جاف في بدرناليس [الإنجليزية] .
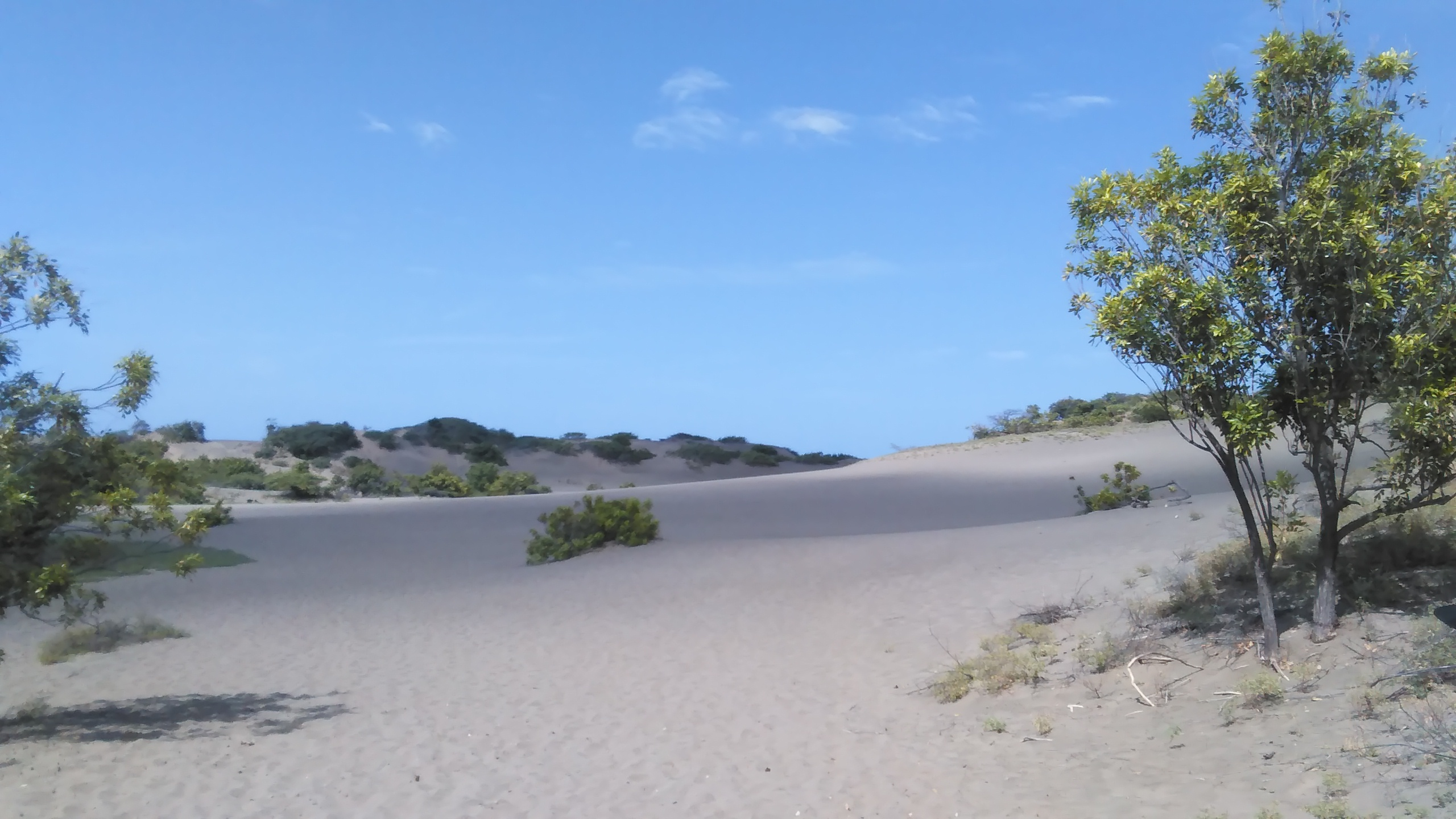
كثبان رمل صحراء بني .

## جزر
هناك العديد من الجزر الصغيرة التي تشكل جزءاً من أراضي الدومينيكان. أكبر الجزر هي:
1. ساونا ، بالقرب من الساحل الجنوبي الشرقي لهيسبانيولا، في البحر الكاريبي. تبلغ مساحتها 117 كيلومتر مربع.[4] في تاينو كان اسم إياي [7] أو أداماناي . أطلق كولومبوس على هذه الجزيرة اسم سافونا بعد اسم المدينة الإيطالية التي تحمل الاسم نفسه، لكن استخدامها خلال سنوات قضى على الحرف في.
2. بياتا ، في الساحل الجنوبي لهيسبانيولا، في البحر الكاريبي. تبلغ مساحتها 27 كيلومتر مربع. اسمها تاينو غير معروف. أطلق كولومبوس على هذه الجزيرة اسم ماداما بياتا .
3. كاتالينا ، قريبة جدًا من الساحل الجنوبي الشرقي لهيسبانيولا، في البحر الكاريبي. تبلغ مساحتها 9.6 كيلومتر مربع. في تاينو كان اسم لابانيا ولكن بعض الكتاب، بما في ذلك الشعراء، ويقول انه كان يطلق عليه تويا وتويلا. زارها كولومبوس وأطلق عليها اسم سانتا كاتالينا .

## أنهار وبحيرات
1. ياكي ديل نورتي . في 296 كم، وهو أطول نهر في جمهورية الدومينيكان. تقع مصادره في كورديليرا سنترال ويتدفق إلى المحيط الأطلسي. تبلغ مساحة مستجمعات المياه فيها 7044 كيلومتر مربع.
2. يونا . إنه 185 كم طويل. تقع مصادره في كورديليرا سنترال ويتدفق إلى الشرق في خليج سامانا. تبلغ مساحة مستجمعات المياه فيها 5,498 كيلومتر مربع.
3. ياكي ديل سور. إنه 183 كيلومترات طويلة ومصادرها في كورديليرا سنترال. يتدفق إلى الجنوب في البحر الكاريبي. تبلغ مساحة مستجمعات المياه فيها 4,972 كيلومتر مربع.
4. أوزاما . إنه 148 كم طويل. مصادره في سييرا دي ياماسا (فرع من كورديليرا سنترال). يتدفق إلى البحر الكاريبي. تبلغ مساحة مستجمعات المياه فيها 2685 كيلومتر مربع.
5. كامو . إنه 137 كم طويل. تقع مصادره في كورديليرا سنترال ويتدفق في نهر يونا. مستجمعات المياه لديها 2655 كيلومتر مربع.
6. نيزاو . إنه 133 كم طويل. تقع مصادره في كورديليرا سنترال ويتدفق إلى الجنوب في البحر الكاريبي. تبلغ مساحة مستجمعات المياه فيها 974 كيلومتر مربع.
7. سان خوان . إنها 121 كم طويل. تقع مصادرها في كورديليرا سنترال وتتدفق إلى الجنوب في نهر ياك ديل سور. تبلغ مساحة مستجمعات المياه فيها 2,005 كيلومتر مربع.
8. ماو . إنها 105 كم طويل. تقع مصادره في كورديليرا سنترال ويتدفق إلى الشمال في نهر ياك ديل نورتي. تبلغ مساحة مستجمعات المياه فيها 864 كيلومتر مربع.

نهر أرتيبونيت هو أطول نهر في الجزيرة، لكنه يبلغ 68  كم فقط ويتدفق عبر جمهورية الدومينيكان.
أكبر بحيرة في هيسبانيولا ومنطقة البحر الكاريبي هي بحيرة إنريكيلو . تقع في هويا دي إنريكيلو بمساحة 265 كيلومتر مربع . هناك ثلاث جزر صغيرة داخل البحيرة. يبلغ ارتفاعها حوالي 40 متر تحت مستوى سطح البحر، وهي بحيرة شديدة الملوحة، مع تركيز أعلى من الملح مقارنة بمياه البحر.
البحيرات الأخرى هي رينكون (المياه العذبة، تبلغ مساحتها 28.2 كيلومتر مربع)، أوفييدو (المياه قليلة الملوحة، مساحة 28 كم مربع) وريدوندا وليمون.

## إحصائيات

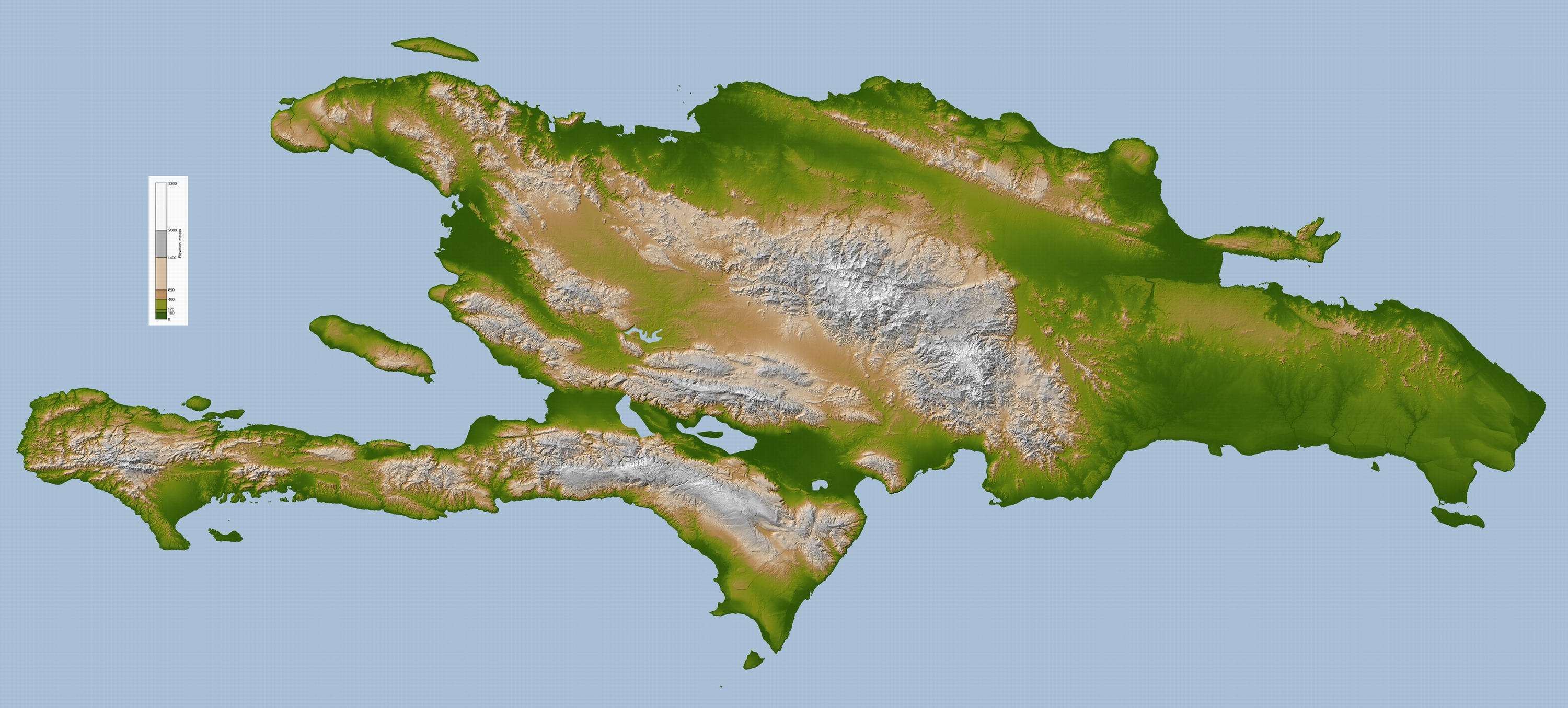
خريطة تضاريس هيسبانيولا

موقع

منطقة البحر الكاريبي، تحتل خمسة أثمان جزيرة هيسبانيولا، بين البحر الكاريبي وشمال المحيط الأطلسي، شرق هايتي.
الإحداثيات الجغرافية

19°00′N 70°40′W / 19.000°N 70.667°W
منطقة
- المجموع: 48670 كيلومترا مربعا
- مساحة الأرض: 48320 كيلومترا مربعا
- المياه: 350 كيلومترا مربعا

الحدود البرية
- المجموع: 376 كم
- البلدان الحدودية: هايتي 360 كيلومتر (223.7 ميل)

الساحل

1,288 كم
المطالبات البحرية
- البحر الإقليمي: 6 ميل بحري (11.1 كـم؛ 6.9 ميل)
- المنطقة المجاورة: 24 ميل بحري (44.4 كـم؛ 27.6 ميل)
- المنطقة الاقتصادية الخالصة: 255,898 كيلومتر مربع (98,803 ميل2) مع 200 ميل بحري (370.4 كـم؛ 230.2 ميل)
- الجرف القاري: 200 ميل بحري (370.4 كـم؛ 230.2 ميل) أو على حافة الحافة القارية

مناخ

بحرية استوائية؛ اختلاف بسيط في درجات الحرارة الموسمية؛ التباين الموسمي في هطول الأمطار
الأنهار

وتشمل الأنهار الهامة في نهر جيمانى، ريو ياكو ديل نورتي، ريو جاماو ديل نورتي، ريو ايزابيلا ونهر اوزاما
تضاريس

المرتفعات والجبال الوعرة تتخللها وديان خصبة
الارتفاع الأقصى
- أقصى نقطة في الشمال - كابو إيزابيلا
- أقصى نقطة في الجنوب - جزيرة ألتو فيلو، حديقة جاراجوا الوطنية
- أقصى نقطة جنوبية (البر الرئيسي) - جنوب أوفييدو، بيديرناليس في حديقة جاراجوا الوطنية
- أقصى نقطة في الغرب - لاس لاجاس، على الحدود مع هايتي، مقاطعة إندبيندينسيا
- أقصى نقطة في الشرق - بونتا دي أجوا، مقاطعة لا ألتاجراسيا
- أدنى نقطة - لاقو انريكيو 46صم
- أعلى نقطة - بيكو دوارتي: 3098 م

الموارد الطبيعية

النيكل والبوكسيت والذهب والفضة
استخدام الأراضي
- الأراضي الصالحة للزراعة: 16.56٪
- محاصيل دائمة: 10.35٪.
- أخرى: 73.10٪ (تقديرات 2012))

أرض مروية

3241 كيلومتر مربع (2018)
إجمالي موارد المياه المتجددة

21 كم 3 (2011)
سحب المياه العذبة (منزلي / صناعي / زراعي)
- الإجمالي: 5.47 كلم 3 / سنة (26٪ / 1٪ / 72٪)
- نصيب الفرد: 574.2 م 3 / سنة (2005)

الأخطار الطبيعية

تقع في منتصف حزام الأعاصير وتتعرض لعواصف شديدة من يونيو إلى أكتوبر؛ فيضانات عرضية الجفاف الدوري
البيئة - القضايا الحالية

شح الماء؛ يؤدي تآكل التربة في البحر إلى إتلاف الشعاب المرجانية؛ إزالة الغابات. الضرر الناجم عن إعصار جورج
البيئة - الاتفاقيات الدولية
- طرف في: التنوع البيولوجي، تغير المناخ، التصحر، الأنواع المهددة بالانقراض، الإغراق البحري، الحفاظ على الحياة البحرية ، حظر التجارب النووية، حماية طبقة الأوزون، تلوث السفن، الأراضي الرطبة
- وقعت ولم تصدق: قانون البحار

الجغرافيا - ملاحظة

يشارك جزيرة هيسبانيولا مع هايتي (شرق خمسة أثمان هي جمهورية الدومينيكان، وثلاثة أثمان غرب هايتي) 